# Annie Peck
Annie Smith Peck, née le 19 octobre 1850 à Providence au Rhode Island et morte le 18 juillet 1935 à Manhattan (New York) d'une pneumonie,, est une alpiniste et éducatrice américaine.

## Huascarán
Les premières explorations du Huascarán commencent dans les années 1860, mais c'est Annie Smith Peck, après deux tentatives manquées en 1904 et 1906, qui fut la première à atteindre le sommet Nord, le moins élevé des deux, le 2 septembre 1908, accompagnée de deux guides suisses.

## Honneurs
Le cratère vénusien Peck a été nommé en son honneur. C'est aussi l'une des 999 femmes nommées sur le Heritage Floor de l'installation d'art The Dinner Party.